# TSV Rain am Lech
El TSV Rain am Lech es un equipo de fútbol de Alemania que juega en la Bayernliga, una de las ligas que conforman la quinta división de fútbol en el país.

## Historia
Fue fundado en 1896 como un equipo de gimnasia de la ciudad de Rain am Lech, mientras que la sección de fútbol fue fundada el 30 de agosto de 1920 con el nombre FC Rain am Lech, y ambas secciones funcionaban como instituciones separadas.
En 1941 se vieron forzadas a fusionarse para crear a TSG Rain am Lech, pero a causa de la guerra, sus actividades se vieron considerablemente limitadas.
Al finalizar la Segunda Guerra Mundial, la fusión forzada terminó y ambas instituciones volvieron a separarse, pero en 1946 se volvieron a fusionar porque el TV Rain am Lech (sección de gimnasia) perdió miembros y el equipo de fútbol se fortaleció, esta vez formando al equipo actual, conservando los colores del TV rojo y blanco. Una nueva constitución fue seleccionada el 30 de abril de 1946, pero la llegada de las fuerzas aliadas lo sancionaron el 6 de mayo del mismo año. A inicios de junio contaban con 180 miembros y para 1987 ya contaban con 1000.
Actualmente cuenta con sección de tenis de mesa, bolos, atletismo, taekwondo, bádminton, natación y gimnasia entre otras disciplinas.

### Sección de Fútbol
Entraron en 1920 a la 2nd Kreisklasse Schwaben Nord, donde obtuvieron 3 títulos e ingresaron a la 1. Kreisklasse en 1929, donde descendieron 2 años después, regresaron en 2 ocasiones, pero duraron poco tiempo hasta que abandonaron la liga a causa de la guerra en 1938.
En 1949 la liga se llamó B-Klasse, liga en la que lograron ascender a la A-Klasse en 1951, permaneciendo en ella hasta 1962 , exceptuando la temporada 1953/54.
En 1962 alcanzaron por primera vez la Bezirksliga, estando en ella hasta 1967, donde en la temporada 1973/74 lograron el ascenso a la Bezirksliga Schwaben-Nörd, la cual ganaron en su primera temporada para ascender a la Landesliga Bayern-Süd, la cual fue muy difícil y descendieron en su año de debut.
Regresaron a la Landesliga en 1982, repitiendo la misma historia pasada, descendiendo a la A-Klasse en 1984. Luego de constantes cambios de categoría, en 1995 ascendieron a la Bezirksoberliga Schwaben, establecida en 1989, en donde en su segundo año regresaron a la Landesliga.
Debido a los cambios que se dieron en el fútbol alemán en el 2008, lograron el ascenso a la Oberliga Bayern vencieondo 3-0 al 1. FC Schweinfurt 05 3–0 en tiempo extra.
Descendieron en su primera temporada, y batallron mucho en la Bayernliga, e incluso pelearon por no descender de ella. En la temporada 2011/12 lograron obtener una de las plazas para la nueva Regionalliga Bayern.

## Palmarés
- Bayernliga Süd: 1 (V)

2015
- Bezirksoberliga Schwaben: 1 (VI)

1997
- Bezirksliga Schwaben-Nord: 3 (V-VII)

1975, 1981, 1995
- A-Klasse Schwaben: 3

1962, 1974, 1986
- B-Klasse Schwaben: 3

1951, 1954, 1989
- 2nd Kreisklasse Schwaben: 7

1925, 1929, 1930, 1935, 1937, 1939, 1949
- Copa Schwaben: 1

2000

## Estadio

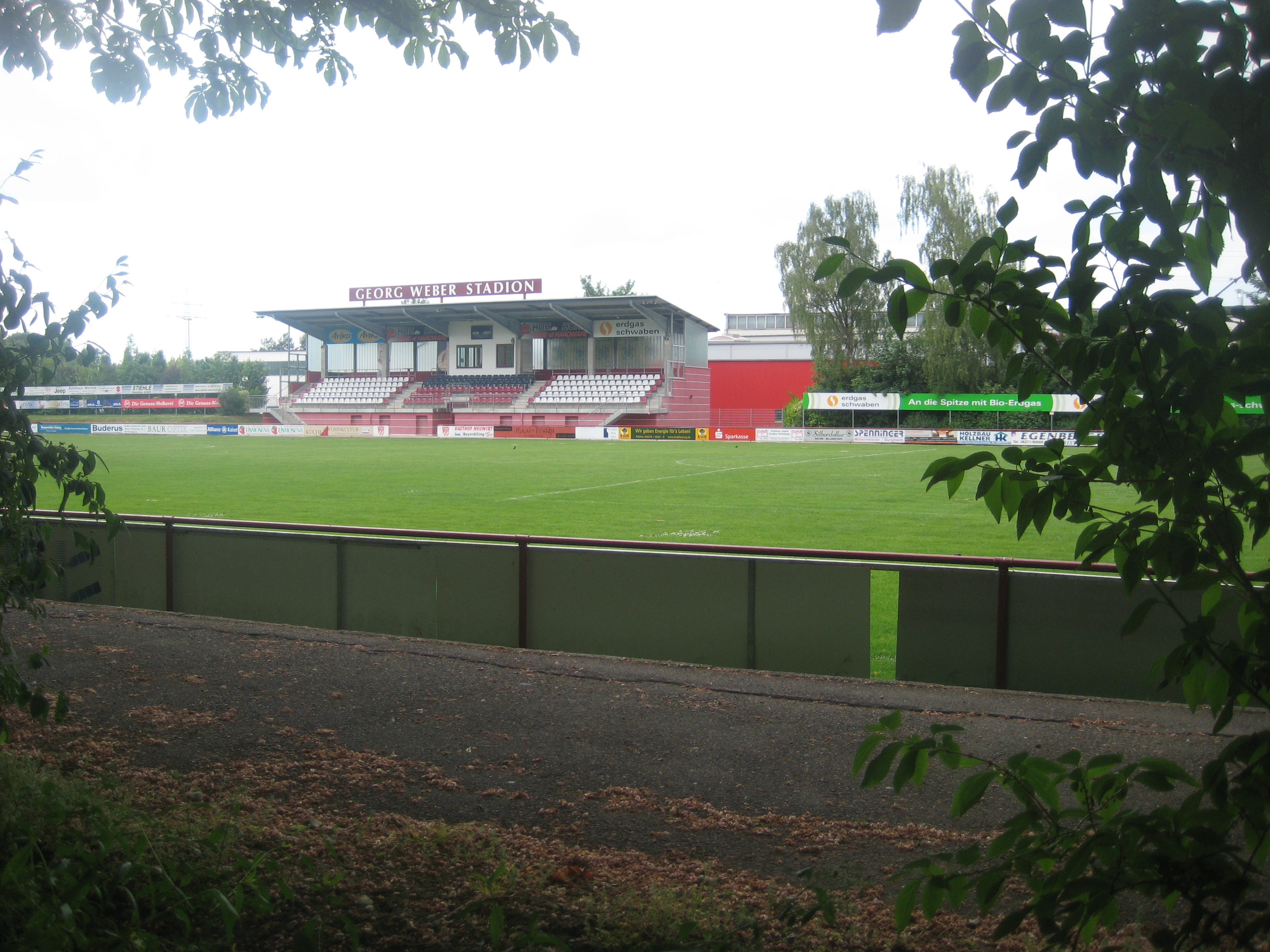
El Georg Weber Stadium.

El Georg-Weber-Stadion se llama así por Georg Weber, un expesidente del club y creador de Dehner, un patrocinador local del equipo. Tiene una capacidad para 2,700 espectadores. 
El estadio es comúnmente usado para definir series de promoción y descenso, como si fuera una sede neutral. En el año 2007 fue la sede de la final de la Copa Schwaben entre TSV 1861 Nördlingen y el FC Augsburg II.

## Temporadas recientes
Estas son las temporadas del club desde 1999:
| Temporada | Liga                  | División | Posición      |
| 1999–2000 | Landesliga Bayern-Süd | V        | 4º            |
| 2000–01   | Landesliga Bayern-Süd | V        | 10º           |
| 2001–02   | Landesliga Bayern-Süd | V        | 10º           |
| 2002–03   | Landesliga Bayern-Süd | V        | 7º            |
| 2003–04   | Landesliga Bayern-Süd | V        | 5º            |
| 2004–05   | Landesliga Bayern-Süd | V        | 3º            |
| 2005–06   | Landesliga Bayern-Süd | V        | 7º            |
| 2006–07   | Landesliga Bayern-Süd | V        | 3º            |
| 2007–08   | Landesliga Bayern-Süd | V        | 3º ↑          |
| 2008–09   | Bayernliga            | V        | 16º           |
| 2009–10   | Bayernliga            | V        | 5º            |
| 2010–11   | Bayernliga            | V        | 12º           |
| 2011–12   | Bayernliga            | V        | 5º ↑          |
| 2012–13   | Regionalliga Bayern   | IV       | 11º           |
| 2013–14   | Regionalliga Bayern   | IV       | 19º ↓         |
| 2014–15   | Bayernliga Süd        | V        | 1º ↑          |
| 2015–16   | Regionalliga Bayern   | IV       | 18º ↓         |
| 2016–17   | Bayernliga Süd        | V        | 10º           |
| 2017–18   | Bayernliga Süd        | V        | 3º            |
| 2018–19   | Bayernliga Süd        | V        | 2º ↑          |
| 2019–20   | Regionalliga Bayern   | IV       | 12º(en juego) |

- Con la introduicción de las Bezirksoberligas en 1988 como el nuevo quinto nivel por detrás de las Landesligas, todas las ligas bajaron un nivel. Con la introducción de las Regionalligas en 1994 y de la 3. Liga en 2008 como el nuevo tercer nivel por detrás de la 2. Bundesliga, todas las ligas bajaron un nivel. Con la creación de la Regionalliga Bayern como el nuevo cuarto nivel en Baviera en 2012, la Bayernliga fue dividida en divisiones norte y sur, las Landesligas pasaron de ser 3 a 5 y las Bezirksoberligas desaparecieron. Todas las ligas que estaban por debajo de las Bezirksligas subieron un nivel.

## Participación en la Copa de Alemania
| Temporada | Ronda | Fecha                 | Local            | Visita        | Marcador | Asistencia |
| 2000–01   | 1     | 27 de agosto del 2000 | TSV Rain am Lech | FC Schalke 04 | 0–7      | 6,000      |